# Äquilibration
Äquilibration, auch Aequilibration oder Equilibration (von lat. Aequilibrium „Gleichgewicht“) ist ein entwicklungspsychologischer Begriff nach Jean Piaget. Äquilibration beschreibt den Prozess, bei dem Kinder (aber auch andere Personen) Assimilation und Akkommodation austarieren, um zu stabilen Strukturen des Verstehens zu gelangen.
Die Äquilibration lässt sich nach Piaget in drei Phasen untergliedern. Zunächst seien die Personen mit ihrem Verständnis einer Situation oder eines Sachverhaltes zufrieden. Diesen Zustand bezeichnet Piaget als Äquilibrium (Gleichgewicht), da die Personen keine Diskrepanz zwischen Beobachtung und Verständnis des betreffenden Phänomens empfänden. Aufgrund neuer Informationen erkennten Personen in einem zweiten Schritt nach Piaget die Unzulänglichkeit ihres Verständnisses. In dieser zweiten Phase befänden sich die Personen in einem von Piaget als Disäquilibrium bezeichneten Zustand. In diesem begriffen sie, dass bisherige Verstehensstrukturen zur Einordnung eines Phänomens nicht mehr ausreichten und seien auf der Suche nach alternativen Verstehensmustern. In einer letzten Phase würden die Personen mit jenem Zustand schließlich fertig und entwickelten ein nun differenzierteres Verständnis, das die bisherigen Grenzen des Verstehens überwände und zu einem noch stabileren Äquilibrium führe. Durch zahlreiche Wiederholung des Prozesses der Äquilibration erweiterten – so Piaget – Kinder und andere Personen schließlich ihr Verständnis von der sie umgebenden Umwelt.